# Slavomir Drinković
Slavomir Drinković (Jelsa, 23. siječnja 1951. − Zagreb, 7. prosinca 2016.), hrvatski kipar i oblikovatelj.

## Životopis
Rođen je u Jelsi. U Zagrebu je diplomirao na Akademiji likovnih umjetnosti 1977. kod Valerija Michielija. Surađivao je u Majstorskoj radionici Antuna Augustinčića. Monumentalnu plastiku specijalizirao je kod Augustinčića i Ivana Sabolića. Izrađuje skulpture krajnje jednostavnih oblika, napetih površina i odnosa, najčešće u tradicionalnim kiparskim materijalima i njihovim kombinacijama. Izvodi skulpture na javnim prostorima (Marko Marulić, Berlin 2000.). Radio je na Kiparskom odsjeku ALU u Zagrebu od 1995., a do statusa profesora došao je 2001. godine.
Poznat je po monumentalnim skulpturama, od kojih je čak sedamdesetak postavljeno na javnim površinama. Autor je spomen-obilježja s likom golubice žrtvama Domovinskog rata na Ovčari.
Dobitnik je niza nagrada i priznanja.

## Vanjske poveznice
Mrežna mjesta
- Vinko Srhoj, "Druga skulptura" Slavomira Drinkovića, Peristil 1/2003. (HAW)